# Barbara Piwnik
Barbara Elżbieta Piwnik (ur. 5 marca 1955 w Kosowicach) – polska prawniczka, sędzia, w latach 2001–2002 minister sprawiedliwości i prokurator generalny w rządzie Leszka Millera.

## Życiorys
Jest bratanicą Jana Piwnika (pseud. Ponury). Jej babka była spokrewniona z Witoldem Gombrowiczem.
Ukończyła studia prawnicze na Wydziale Prawa i Administracji Uniwersytetu Warszawskiego. Po studiach odbyła aplikację w sądzie w Ełku, była asesorem sądowym Sądu Rejonowego w Łukowie, gdzie orzekała w sprawach cywilnych. W 1982 otrzymała nominację na sędziego sądu rejonowego w tym sądzie, w 1983 przeszła do orzekania w Sądzie Rejonowym w Nowym Dworze Mazowieckim. W 1984 po raz pierwszy była urzędniczką w Ministerstwie Sprawiedliwości. W 1987 awansowana do Sądu Wojewódzkiego w Warszawie, orzekała w sprawach karnych. Prowadziła m.in. sprawy członków tzw. gangu pruszkowskiego (na przykład sprawa strzelaniny w motelu George) oraz oskarżonych o zabójstwo studenta Wojciecha Króla, a także afery FOZZ (odeszła ze składu po wejściu w skład rządu, w związku z czym proces karny musiał zostać prowadzony od początku). Była rzeczniczką Sądu Okręgowego w Warszawie, w 2001 pracowała jako dyrektor Departamentu Sądów i Notariatu w Ministerstwie Sprawiedliwości.
Od 19 października 2001 do 6 lipca 2002 sprawowała urząd ministra sprawiedliwości i prokuratora generalnego w gabinecie Leszka Millera.
Po odejściu z rządu wróciła do orzekania jako sędzia w wydziale karnym Sądu Okręgowego w Warszawie. We wrześniu 2013 sąd dyscyplinarny przy Sądzie Apelacyjnym w Lublinie wymierzył jej nieprawomocnie karę upomnienia, uznając ją za winną udziału w podjęciu błędnej decyzji procesowej. W styczniu 2014 decyzja ta została zmieniona przez Sąd Najwyższy, który w drugiej instancji uniewinnił Barbarę Piwnik w postępowaniu dyscyplinarnym. W grudniu 2022 przeszła w stan spoczynku.
W 2015 ukazała się książka będąca wywiadem Doroty Kowalskiej z Barbarą Piwnik.

## Odznaczenia
Odznaczona Krzyżem Oficerskim Orderu Odrodzenia Polski (2001).